# 蒙绍-索朗
蒙绍-索朗（法語：Monchaux-Soreng，法語發音：[mɔ̃ʃo sɔʁɑ̃]）是法国滨海塞纳省的一个市镇，属于迪耶普区。该市镇于1823年由原市镇蒙绍（Monchaux）和索朗莱皮奈（Soreng-l'Épinay）合并而成。

## 地理
蒙绍-索朗（49°56'54"N, 1°35'35"E）面积10.05 平方千米，位于法国诺曼底大区滨海塞纳省，该省份为法国北部沿海省份，其西部及北部濒大西洋英吉利海峡，东起顺时针与索姆省、瓦兹省、厄尔省和卡爾瓦多斯省接壤。
与蒙绍-索朗接壤的市镇（或旧市镇、城区）包括：布唐库尔、巴赞瓦勒、布雷勒河畔布朗日、当库尔、盖维尔、隆格鲁瓦、加马什、里约。

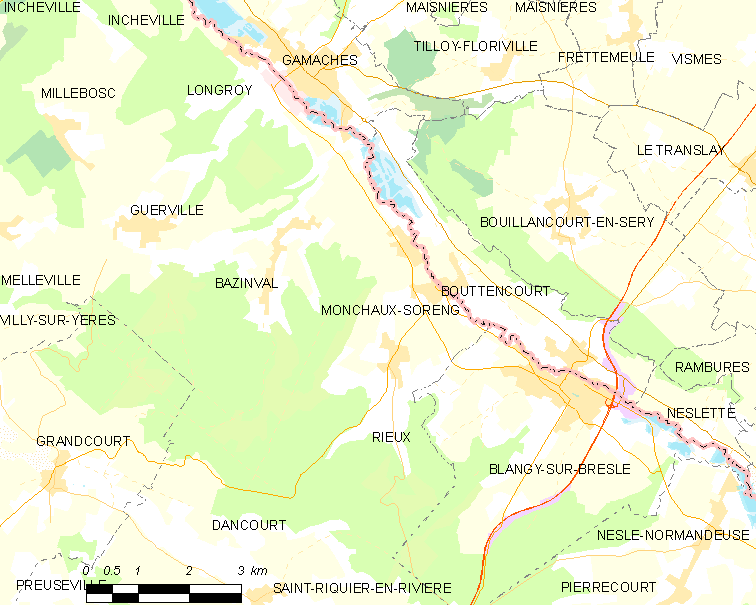
蒙绍-索朗的OSM定位图

蒙绍-索朗的时区为UTC+01:00、UTC+02:00（夏令时）。

## 行政
蒙绍-索朗的邮政编码为76340，INSEE市镇编码为76441。

## 政治
蒙绍-索朗所属的省级选区为厄镇县。

## 人口

1962-2008年间蒙绍-索朗人口变化图示

蒙绍-索朗于2022年1月1日时的人口数量为613人。